# Damm 12 (Quedlinburg)

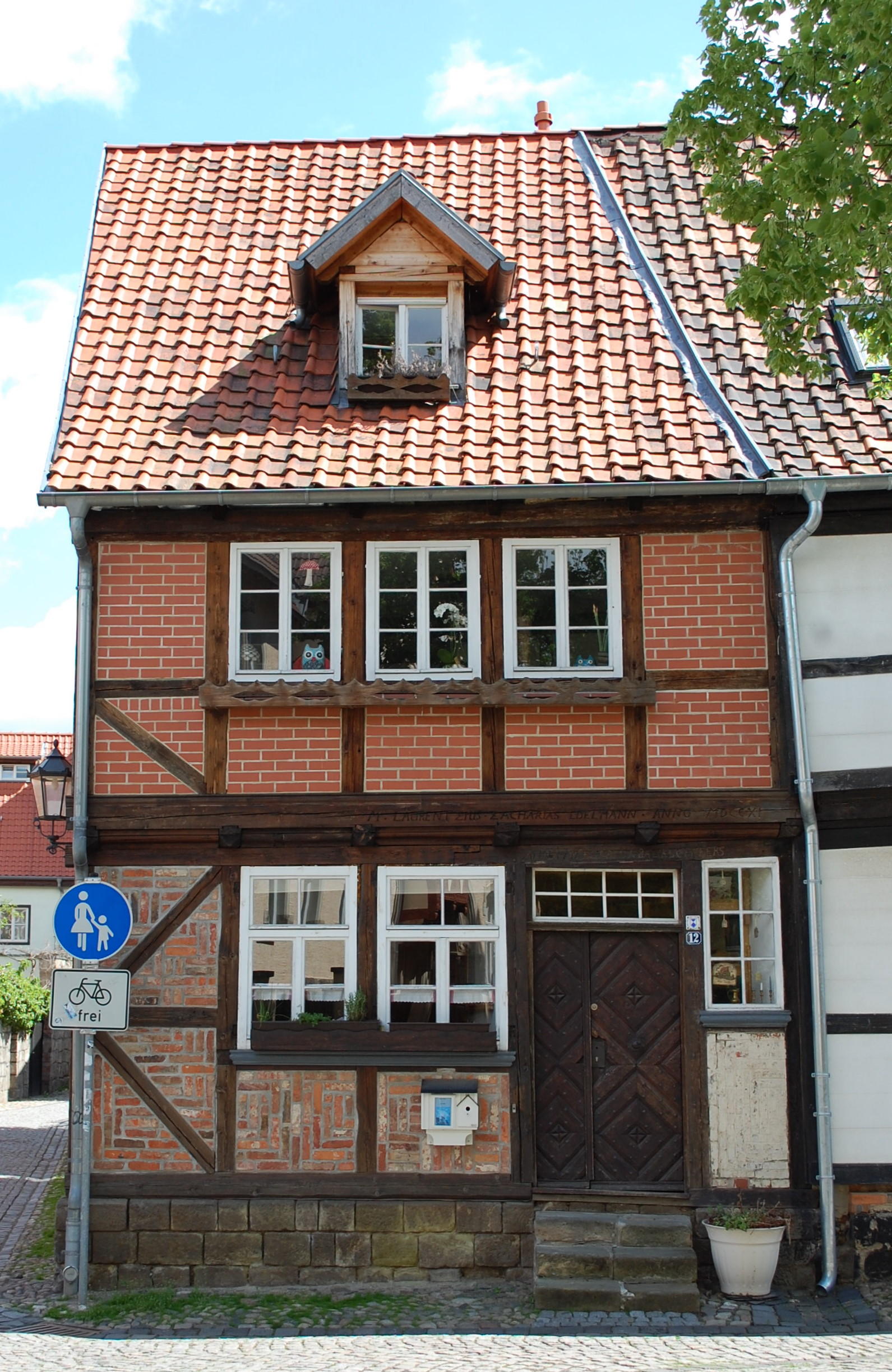
Haus Damm 12

Das Haus Damm 12 ist ein denkmalgeschütztes Gebäude in der Stadt Quedlinburg in Sachsen-Anhalt.

## Lage
Es befindet sich in einer Ecklage und gehört zum UNESCO-Weltkulturerbe. Im Quedlinburger Denkmalverzeichnis ist es als Wohnhaus eingetragen.

## Architektur und Geschichte
Das schmale Fachwerkhaus entstand im Jahr 1711. Es wurde gemeinsam mit einem Nachbargebäude als Doppelhaus errichtet. Die Fassade zeigt die typischen Schmuckelemente des Quedlinburger Fachwerkbau. So finden sich profilierte Füllhölzer und Pyramidenbalkenköpfe. Die Haustür mitsamt Oberlicht stammt noch aus der Bauzeit. An der Stockschwelle des Hauses befindet sich eine Inschrift. Ursprünglich trug das Haus wohl die Hausnummer 13.
Nach einer Planung aus dem Jahr 1898 war vorgesehen eine Straßenverbindung von der Pölle bis zur Pölkenstraße und noch weiter nach Osten zu führen. In diesem Zuge war wohl auch ein Abriss des Hauses Damm 12 vorgesehen. Die dann entstandene GutsMuthsstraße wurde jedoch nicht bis zur Pölkenstraße durchgeführt, so dass das Gebäude erhalten blieb.